# USS Chicago (SSN-721)
Za druga plovila z istim imenom glejte USS Chicago.
USS Chicago (SSN-721) je jedrska jurišna podmornica razreda los angeles.